# Camira sexmaculata
Camira sexmaculata är en skalbaggsart som beskrevs av Thomson 1864. Camira sexmaculata ingår i släktet Camira och familjen långhorningar. Inga underarter finns listade.